# 1421
| 1421               |
| ------------------ |
| Dødsfald - Fødsler |
|                    |

| Gregoriansk kalender | 1421 MCDXXI             |
| Ab urbe condita      | 2174                    |
| Armensk kalender     | 870 ԹՎ ՊՀ               |
| Kinesiske kalender   | 4117 – 4118 庚子 – 辛丑 |
| Etiopisk kalender    | 1413 – 1414             |
| Jødisk kalender      | 5181 – 5182             |
| Hindukalendere       |                         |
| - Vikram Samvat      | 1476 – 1477             |
| - Shaka Samvat       | 1343 – 1344             |
| - Kali Yuga          | 4522 – 4523             |
| Iransk kalender      | 799 – 800               |
| Islamisk kalender    | 824 – 825               |

Konge i Danmark: Erik 7. 1396-1439
Se også 1421 (tal)

## Begivenheder
- Det påstås, at den kinesiske kejser udsendte en kæmpeflåde, som foretog den første jordomsejling, adskillige år før Magellan.[1]